# Ole Rømer-Skolen
Ole Rømer Skolen er en folkeskole, som ligger i Høje Taastrup.
Skolen har siden 2011 haft en naturfaglig profil
Der går ca. 400 elever og er ca. 35 lærere på skolen. I 2018 skiftede skolen navn fra Gadehaveskolen.